# 1425
| [ Edytuj tabelę ]                          | |
| Król Polski                                | - 1386 Władysław II Jagiełło 1434                                                                       |
| Współksiążęta Andory                       | - 1416 Francesc de Tovia 1436 - 1412 Jan I 1436                                                         |
| Król Anglii                                | - 1422 Henryk VI 1461                                                                                   |
| Król Aragonii i Walencji, hrabia Barcelony | - 1416 Alfons V Aragoński 1458                                                                          |
| Władca Azteków                             | - 1417 Chimalpopoca 1427                                                                                |
| Elektor Brandenburgii                      | - 1415 Fryderyk I 1440                                                                                  |
| Książę Bawarii-Ingolstadt                  | - 1413 Ludwik VII Brodaty 1443                                                                          |
| Książę Bawarii-Landshut                    | - 1393 Henryk XVI Bogaty 1450                                                                           |
| Książę Bawarii-Monachium                   | - 1397 Ernest 1438                                                                                      |
| Książę Burgundii                           | - 1419 Filip III Dobry 1467                                                                             |
| Cesarz Bizancjum                           | - 1391 Manuel II Paleolog 1425 - 1425 Jan VIII Paleolog 1448                                            |
| Sułtan Brunei                              | - 1415 Ahmad 1425 - 1425 Sharif Ali 1433                                                                |
| Cesarz Chin                                | - 1424 Hongxi 1425 - 1425 Xuande 1435                                                                   |
| Król Cypru                                 | - 1398 Janusz 1432                                                                                      |
| Król Czech                                 | - 1420 bezkrólewie 1436                                                                                 |
| Król Danii                                 | - 1396 Eryk Pomorski 1439                                                                               |
| Dalajlama                                  | - 1391 Gendun Drup 1474                                                                                 |
| Władca Egiptu                              | - 1422 Barsbaj 1437                                                                                     |
| Cesarz Etiopii                             | - 1414 Izaak 1429                                                                                       |
| Król Francji                               | - 1422 Karol VII 1461                                                                                   |
| Król Gruzji                                | - 1412 Aleksander 1442                                                                                  |
| Hrabia Holandii                            | - 1417 Jakobina Bawarska 1433 - 1418 Jan III 1425                                                       |
| Władca Inków                               | - 1410 Viracocha 1438                                                                                   |
| Cesarz Japonii                             | - 1412 Shōkō 1428                                                                                       |
| Kalif                                      | - 1414 Al-Mu’tadid II 1441                                                                              |
| Król Kastylii i Leónu                      | - 1406 Jan II Kastylijski 1454                                                                          |
| Patriarcha Konstantynopola                 | - 1416 Józef II 1439                                                                                    |
| Władca Korei                               | - 1418 Sejong Wielki 1450                                                                               |
| Najwyższy książę litewski                  | - 1401 Jagiełło 1434                                                                                    |
| Wielki książę litewski                     | - 1392 Witold 1430                                                                                      |
| Cesarz Majapahitu                          | - 1389 Wikramawardhana 1429                                                                             |
| Sułtan Maroka                              | - 1421 Abdulhak II 1465                                                                                 |
| Książę Mediolanu                           | - 1412 Filip Maria 1447                                                                                 |
| Senior Monako                              | - 1419 Ambroży z Menton 1427 - 1419 Antoni z Roquebrune 1427 - 1419 Jan I 1427                          |
| Wielki książę moskiewski                   | - 1389 Wasyl I 1425 - 1425 Wasyl II Ślepy 1462                                                          |
| Król Nawarry                               | - 1387 Karol III Szlachetny 1425 - 1425 Blanka I z Nawarry i Jan II Aragoński 1441                      |
| Król Norwegii                              | - 1396 Eryk Pomorski 1442                                                                               |
| Sułtan Omanu                               | - 1406 Machzum ibn al-Fallah 1435                                                                       |
| Elektor Palatynatu                         | - 1410 Ludwik III 1436                                                                                  |
| Papież awinioński                          | - 1423 Klemens VIII 1429 - 1425 Benedykt XIV 1425                                                       |
| Papież                                     | - 1417 Marcin V 1431                                                                                    |
| Król Portugalii                            | - 1385 Jan I 1433                                                                                       |
| Cesarz Rzymski (niemiecki)                 | - 1410 Zygmunt Luksemburski 1437                                                                        |
| Kapitanowie Regenci San Marino             | - 1425 Giovanni di Paolino Antonio di Rigo 1425 - 1425 Antonio di Marino di Fosco Lorenzo di Piero 1425 |
| Despota Serbii                             | - 1402 Stefan IV Lazarević 1427                                                                         |
| Elektor Saksonii                           | - 1422 Fryderyk I Kłótnik 1428                                                                          |
| Król Szkocji                               | - 1406 Jakub I 1437                                                                                     |
| Król Szwecji                               | - 1396 Eryk XIII Pomorski 1439                                                                          |
| Król Tajlandii                             | - 1424 Borommaracha Thirat II 1448                                                                      |
| Sułtan Turków                              | - 1421 Murad II 1444                                                                                    |
| Doża Wenecji                               | - 1423 Francesco Foscari 1457                                                                           |
| Król Węgier                                | - 1387 Zygmunt Luksemburski 1437                                                                        |
| Wielki mistrz zakonu krzyżackiego          | - 1422 Paul Bellitzer von Russdorff 1441                                                                |

Rok 1425 / MCDXXV
stulecia: XIV wiek ~
XV wiek ~
XVI wiek

lata: 1415 «
1420 «
1421 «
1422 «
1423 «
1424 «
1425
» 1426
» 1427
» 1428
» 1429
» 1430
» 1435

## Wydarzenia w Polsce
- 25 kwietnia – w Brześciu Kujawskim został sformułowany przywilej generalny dla szlachty (nie wszedł w życie, ale później król powtórzył go w Krakowie 9 stycznia 1433 r. jako przywilej jedlneńsko-krakowski).
- 14 listopada – Brześć Litewski: książęta mazowieccy Siemowit V i Kazimierz II, w imieniu swego ojca Siemowita IV potwierdzili zależność lenną Mazowsza wobec króla Władysława Jagiełły.
- 3 grudnia – wojny husyckie: czescy husyci spalili oba kościoły w Bardzie i ograbili klasztor cysterski w Kamieńcu Ząbkowickim.
- Chrzest syna Władysława Jagiełły, Władysława Warneńczyka, w katedrze wawelskiej.
- Tykocin otrzymał prawa miejskie, nadane przez księcia mazowieckiego Janusz I Starszego na prawach chełmińskich

## Wydarzenia na świecie
- Pekin (600 000 w 1450; 672 000 w 1500), stolica Chin, stał się największym miastem na świecie, wyprzedzając Nankin (data szacunkowa).
- Masaccio, stworzył fresk w kościele Santa Maria Novella we Florencji, z przedstawieniem Trójcy św, w otoczeniu Maryi, św. Jana (Ewangelisty) i pary fundatorów.
- Wybuch Moskiewskiej Wojny Domowej, która trwała do 1453

## Urodzili się
- 2 lutego – Eleonora I z Nawarry, królowa Nawarry (zm. 1479)
- 31 marca – Bianka Maria Visconti, żona Franciszka I Sforzy (zm. 1468)
- 30 kwietnia – Wilhelm Mężny, landgraf Turyngii, margrabia Miśni (zm. 1482)
- 22 czerwca – Lucrezia Tornabuoni, włoska poetka i arystokratka (zm. 1482)
- 28 czerwca – Adolf z Kleve, pan Ravensteinu i Wijnendale (zm. 1492
- 1 sierpnia – Fryderyk Wittelsbach, elektor Palatynatu Reńskiego (zm. 1476)
- 14 sierpnia – Teodor Paleolog, włoski kardynał (zm. 1484)
- 18 listopada – Kunegunda ze Šternberka, czeska szlachcianka, pierwsza żona Jerzego z Podiebradów (zm. 1449)

Data dzienna nieznana
- Jan II Andegaweński, książę Lotaryngii od 1453 do śmierci. Brat Małgorzaty Andegaweńskiej. (zm. 1470)
- Johann Hans Jung, niemiecki uczony (zm. 1505)
- Antoni Neyrot, włoski dominikanin, męczennik, błogosławiony katolicki (zm. 1460)
- Marek z Montegallo, włoski gwardian, lekarz, błogosławiony katolicki (zm. 1496)

## Zmarli
- 18 stycznia – Edmund Mortimer, 5. hrabia Marchii (ur. 1391)
- 26 stycznia – Katarzyna Burgundzka, żona Leopolda IV Habsburga (ur. 1378)
- 27 lutego – Wasyl I, wielki książę moskiewski (ur. 1371)
- 13 marca – Wilhelm II Bogaty, drugi syn landgrafa Turyngii i margrabiego Miśni Fryderyka III (ur. 1371)
- 17 marca – Yoshikazu Ashikaga, piąty siogun siogunatu Ashikaga (ur. 1407)
- 9 kwietnia – John Wakering, angielski biskup, lord tajnej pieczęci (ur. ?)
- 27 maja – Jakub z Korzkwi, polski biskup (ur. ok. 1350)
- 29 maja – Hongxi, czwarty cesarz Chin z dynastii Ming
- 21 lipca – Manuel II Paleolog, cesarz bizantyński (ur. 1350)
- 8 września – Karol III Szlachetny, król Nawarry (ur. 1361)
- 17 września – Čeněk z Vartemberka, czeski szlachcic, dowódca husycki (ur. ?)
- 26 września – Zofia Bawarska, królowa Niemiec i Czech (ur. 1376)
- 24 listopada – Bohuslav ze Schwanberga, dowódca husycki (ur. ?)
- data dzienna nieznana:
  - Lorenzo Monaco, malarz włoski, szkoły florenckiej (ur. 1370)
  - Jan III, książę Bawarii (ur. ok. 1373)
  - Jean de Béthencourt, francuski żeglarz (ur. 1362)
  - Luis Borrassá, hiszpański malarz (ur. ok. 1360)
  - Zbigniew z Brzezia, marszałek wielki koronny, starosta krakowski (ur. 1360)
  - Janusz Brzozogłowy, polski rycerz, starosta bydgoski i kasztelan lądzki (ur. ?)
  - Anna Kazimierzówna, królewna polska (ur. 1366)
  - Lorenzo Monaco, włoski malarz (ur. 1370)
  - Henryk z Rogowa, podskarbi królewski (ur. ?)
  - Mikołaj z Oporowa, wojewoda łęczycki (ur. ok. 1365)
  - Madhawa z Sangamagramy, indyjski matematyk (ur. 1350)